# Přemyšlské knížectví
Přemyšlské knížectví (rusky Перемишльське князівство) bylo drobné ruské knížectví na území středověké Kyjevské Rusi, jeho sídelním městem bylo Přemyšl (dnes Przemyśl v Polsku) v oblasti Červené Rusi. Vzniklo v roce 1085 a zaniklo roku 1141, kdy bylo připojeno k Haličskému knížectví. Vládla mu dynastie Rostislavičů. Prvním knížetem se stal Rurik Rostislavič, který ovládl město v roce 1087. Přemyšl podléhalo Vladimirsko-volyňskému knížectví.